# 攀枝花駅
攀枝花駅（はんしかえき）は中華人民共和国四川省攀枝花市仁和区金江鎮に位置する中国国鉄成都鉄路局が管轄する駅である。当地の市民は金江火車站（金江鉄道駅）と呼ぶ。

## 所属路線
- 中国国鉄
  - 成昆線：成都駅起点より749km、昆明駅終点まで351km
  - 渡口線：起点

## 駅構造
- 単式ホーム1面、島式ホーム1面の地上駅である。貨物扱い設備と操車場を有する。

## 利用状況
各種別を含め2010年3月現在、毎日二十数本の旅客列車が発着する。主要なのは成都駅及び昆明駅との普快及び快速旅客列車である。

## 歴史
- 1970年 - 成昆線の開通に伴い開業した[2]。

## 隣の駅
中国国鉄
成昆線
三堆子駅 - 攀枝花駅 - 迤資駅